# Imelda Lambertini

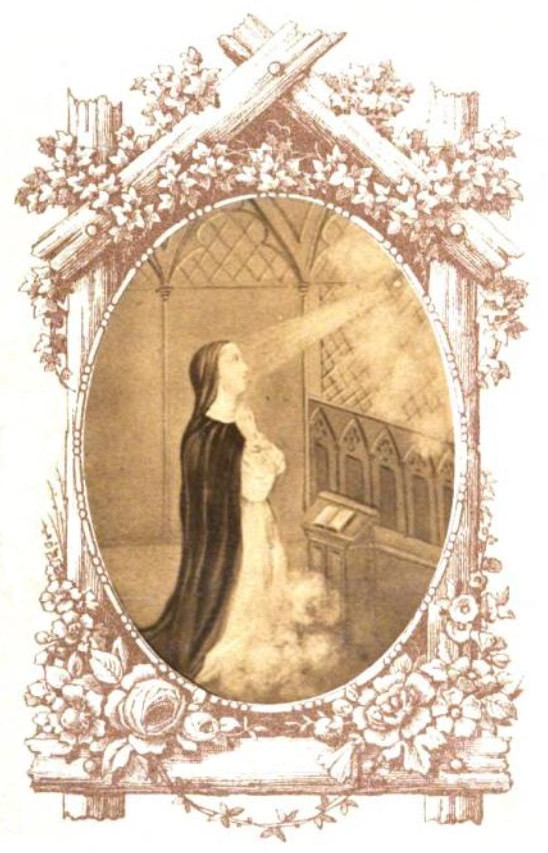
Imelda Lambertini

Imelda Lambertini (* 1322 in Bologna als Maria Maddalena Lambertini; † 12. Mai 1333 ebd.) ist die italienische Patronin der Ersten Heiligen Kommunion.

## Biografie
Imelda Lambertini wurde 1322 in Bologna geboren. An ihrem fünften Geburtstag verlangte Imelda, die Kommunion zu empfangen; zu jener Zeit war dies jedoch erst ab 14 Jahren üblich. Mit neun Jahren trat Imelda ins Kloster der Dominikanerinnen im Val di Pietra bei Bologna ein.
Am 12. Mai 1333, dem Vortag von Christi Himmelfahrt, kniete Imelda während der Vigil ins Gebet versunken, als das Licht des Heiligen Geistes über ihrem Kopf erschien. Der Küster und der Priester sahen das Licht, und der Priester war überzeugt, ihr die Kommunion gewähren zu müssen. Nach dem Empfang der Kommunion ging Imelda zu ihrem Platz zurück. Nach der Messe blieb sie mit seligem Lächeln auf ihrem Platz. Als eine Nonne sie zum Essen rufen wollte, reagierte Imelda nicht. Als die Nonne Imelda an der Schulter berührte, fiel diese tot um.
Imelda Lambertinis unverwester, mit Wachs überzogener Leichnam wird in der Kirche San Sigismondo in Bologna aufbewahrt. 1826 wurde Imelda Lambertini von Papst Leo XII. seliggesprochen. 1891 wurde in Frankreich die „Bruderschaft der würdigen ersten heiligen Kommunion“ unter Imeldas Schutz gegründet. Von Papst Pius X. wurde sie 1910 zur „Blume der Eucharistie“ erhoben. Der Heiligsprechungsprozess wurde 1942 eingestellt, da historisch belastbare Beweise fehlten. Ihr Gedenktag ist der 12. Mai.